# Tichilești (Brăila)
Tichilești es una comuna rumana del condado de Brăila.

## Geografía
La comuna está ubicada en la región de Muntenia.

## Historia
El asentamiento fue fundado alrededor de 1810 y se llamó inicialmente Frumușica. Hacia comienzos del siglo XX, la comuna, que ya por entonces pertenecía al condado de Tulcea, tenía contabilizada una población de 2460 habitantes.
En la segunda mitad del siglo XX la comuna había pasado a estar formada por las localidades de Tichilești y Albina. En el censo de 2021 la comuna tenía una población de 3419 habitantes.